# Zbiornikowiec

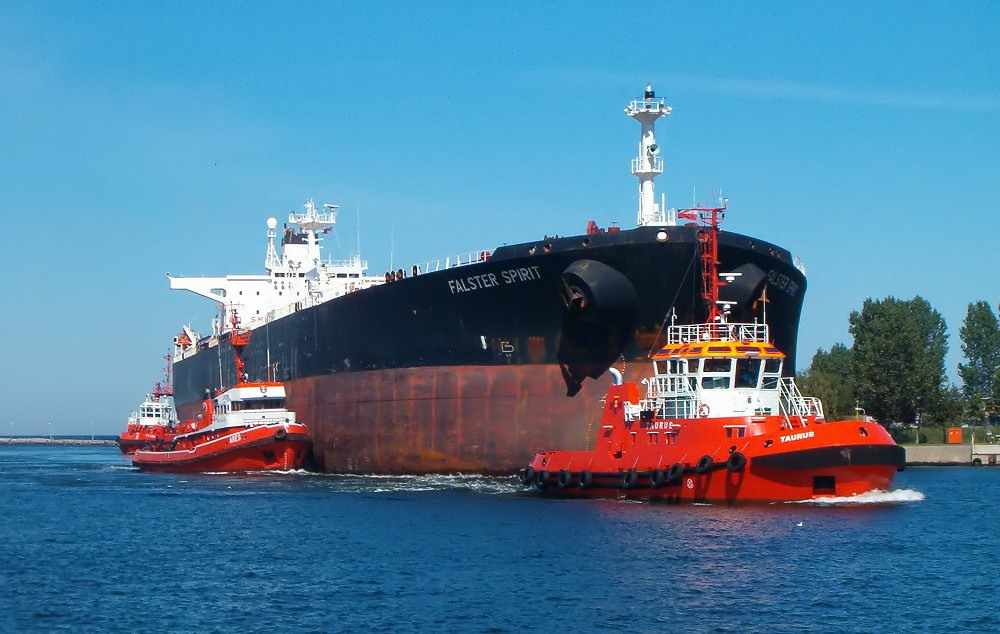
Holowniki wprowadzające tankowiec do portu w Gdańsku

Zbiornikowiec (również tankowiec) – statek wodny, przeznaczony do transportowania produktów ciekłych luzem.
Zbiornikowce należą do największych statków handlowych. W przeciwieństwie do innych frachtowców nie posiadają ładowni, a zbiorniki ładunkowe – załadunek/wyładunek odbywa się za pośrednictwem systemu rurociągów i pomp. Mostek zbiornikowca najczęściej znajduje się w części rufowej jednostki.

## Funkcja

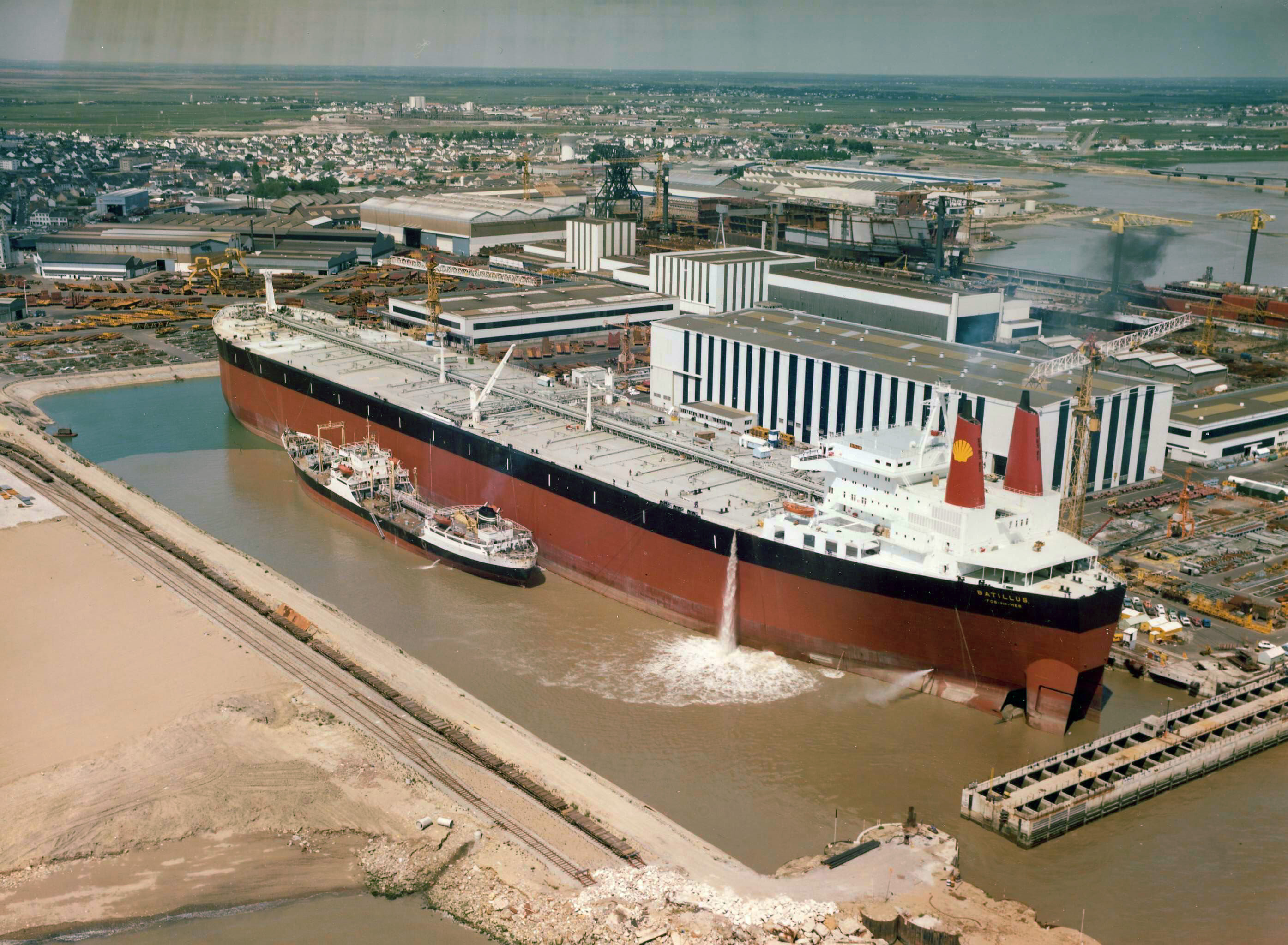
Supertankowiec Batillus w Saint-Nazaire

Zbiornikowce najpowszechniej wykorzystywane i utożsamiane są z transportem ropy naftowej, jednak wykorzystuje je się także do przewozu chemikaliów (chemikaliowce) oraz jako jednostki przystosowane do przewozu skroplonego gazu (gazowce). Rozmiary zbiornikowców są bardzo zróżnicowane: od kilkudziesięciu do kilkuset tysięcy ton wyporności. Do największych należą supertankowce transportujące ropę naftową. Jednym z nich był do chwili zezłomowania TT Mont, statek o największej wyporności na świecie – liczył 564 761 DWT i mógł zabrać blisko 650 000 m³ ropy naftowej, pojemność rejestrowa brutto: 260 941. Jego długość wynosiła 458,45 metra.
Czasami do zbiornikowców (pod względem funkcjonalnym) zalicza się tzw. statki kombinowane lub masowce kombinowane – OBO (ang. ore-bulk-oil; polska nazwa: ropo-rudo-masowce), COB (container-oil-bulk) czy PROBO. Są to statki wielozadaniowe do przewozu rudy, ładunków masowych oraz ładunków płynnych, ale konstrukcyjnie i w znacznej mierze funkcjonalnie są to jednak masowce. Ich ładownie mogą w szybki sposób zostać przystosowane do przewozu każdego z tych ładunków. Statki te wyposażone są zarówno w klapy ładowni, wykorzystywane podczas operacji przeładunkowych rudy i ładunków masowych, jak i rurociągi, wykorzystywane podczas operacji z wykorzystaniem ładunków płynnych.

## Wykorzystanie

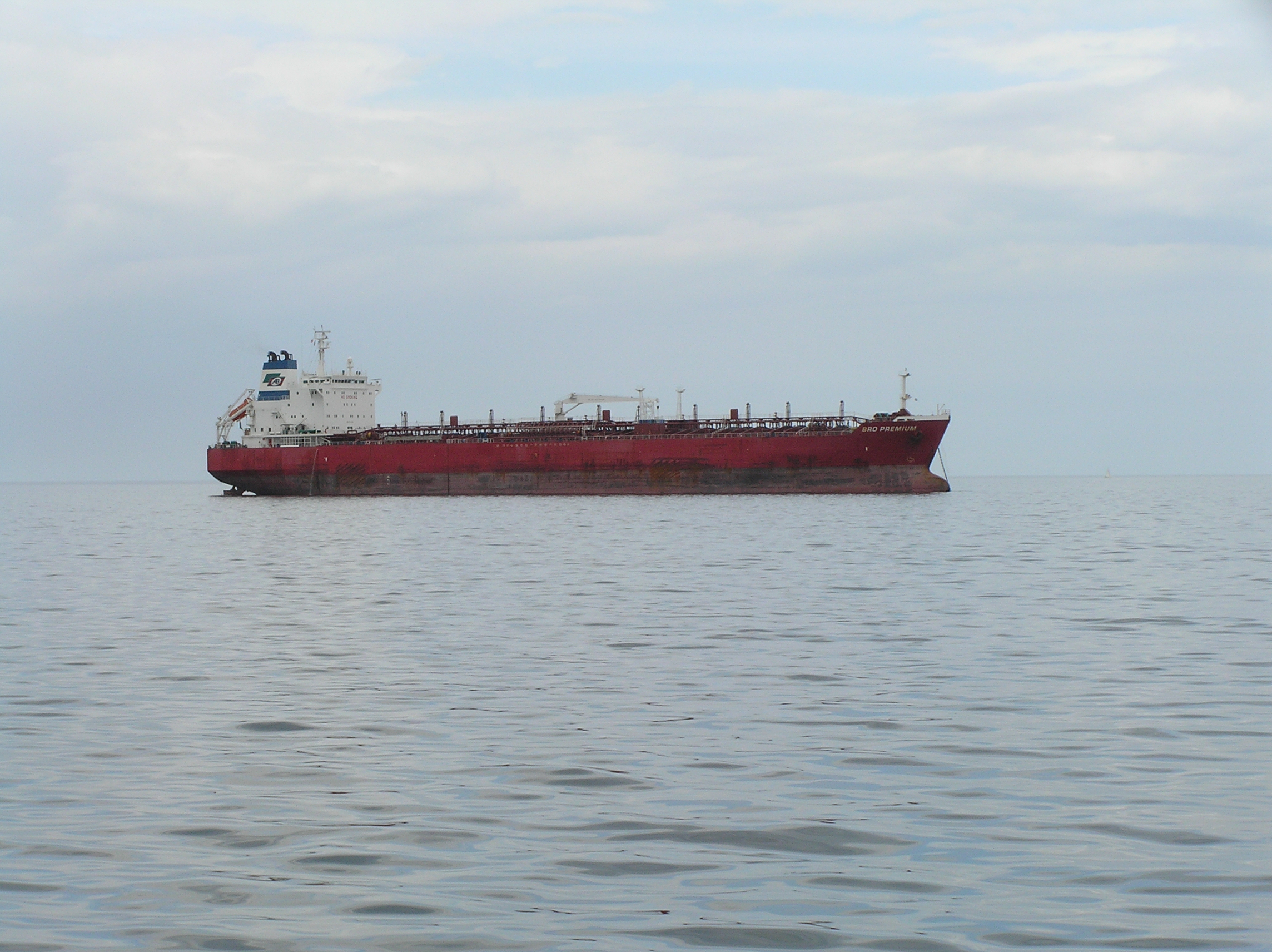
Zbiornikowiec „Bro Premium” zakotwiczony na redzie Gdańska

Większość ruchu tankowców odbywa się na stałych trasach między eksporterami (np. krajami OPEC oraz krajami tranzytującymi jak Turcja) ropy naftowej a krajami konsumującymi (kolejność przypadkowa):
- Archipelag Malajski – Japonia
- Zatoka Perska – Japonia, USA, Europa
- Afryka Zach. – Europa, USA
- Maghreb – Europa
- Morze Czarne – Europa
- Alaska – zach. wybrzeże USA
- Ameryka Południowa – USA
- Morze Karaibskie – USA.

Upowszechnienie się motoryzacji i uzależnienie gospodarki światowej od energii pozyskiwanej z ropy naftowej pozwoliło na wyrośnięcie wokół transportu zbiornikowcami wielu fortun (zwłaszcza w czasie kryzysu paliwowego lat 70. XX wieku), z których najsłynniejsza należała do greckiego armatora Arystotelesa Onasisa.

## Zagrożenia

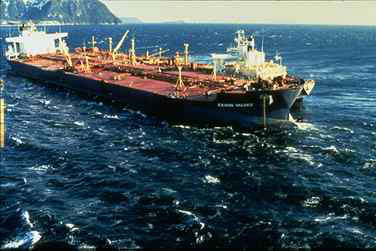
Tankowiec Exxon Valdez

Ze względu na swoje niejednokrotnie strategiczne znaczenie dla dostaw surowców energetycznych w czasie wojen stają się częstym i łatwym (jednostki powolne z łatwopalnym ładunkiem) celem dla walczących armii i marynarek (zobacz: wojna iracko-irańska).
Uważa się, że katastrofy tankowców stanowią znaczne zagrożenie dla środowiska ze względu na rodzaj i ilość przewożonego ładunku. Najbardziej znane przypadki to wejście na mieliznę tankowca MT Exxon Valdez u wybrzeży Alaski w 1989 roku oraz zatonięcie MT Prestige u wybrzeży hiszpańskiej Galicji 13-19 listopada 2002 roku.
Jednak od pewnego czasu tankowce budowane są w systemie double-hull (dwuposzyciowy kadłub). Ma to na celu zmniejszenie ryzyka ewentualnych wycieków w razie wejścia takiego statku na mieliznę. Konstrukcyjnie, w dużym uproszczeniu, wygląda to tak jakby mniejszy kadłub został wsadzony w większy. Przestrzeń pomiędzy nimi wykorzystywana jest do przewożenia balastu. Dzięki temu, woda balastowa jest w pełni odseparowana od ładunku. To także ma wpływ na ochronę środowiska, gdyż w starych typach tankowców balast przewożony był w pustych zbiornikach ładunkowych. Był więc zanieczyszczony resztkami ładunku. Podczas wyrzucania balastu mogło się zdarzyć, że resztki te dostawały się do środowiska naturalnego. W nowych typach tankowców, zagrożenie to właściwie nie istnieje.
Statki te mogą być niebezpieczne wtedy, gdy nie przewożą ładunku – ze względu na gromadzące się w komorach ładowni opary powstające z resztek przewożonego wcześniej towaru, jednak przeciwdziała się temu, wypełniając puste zbiorniki tzw. gazem obojętnym (dwutlenkiem węgla lub azotem).